# Markus Wäfler (Archäologe)
Markus Wäfler (* 16. Juli 1943 in Zürich; † 12. August 2020) war ein Schweizer Vorderasiatischer Archäologe.

## Leben
Markus Wäfler studierte ab Herbst 1964 an der Universität München Vorderasiatische Archäologie bei Barthel Hrouda, Assyriologie bei Dietz Otto Edzard und Hethitologie bei Annelies Kammenhuber. 1967 wechselte er mit Hrouda an die FU Berlin und 1970 wieder mit diesem nach München zurück. 1971 wurde er bei Hrouda promoviert. 1971 wurde er Assistent an der FU Berlin, 1978 habilitiert, von 1978 bis 1981 lehrte er dort als Assistenzprofessor. Ab 1978 hatte er einen Lehrauftrag an der Universität Basel, ab 1980 einen weiteren an der Universität Bern. 1983 wurden in Bern ein Seminar für Vorderasiatische Archäologie und Altorientalische Sprachen und ein Extraordinariat für Vorderasiatische Archäologie eingerichtet und mit Wäfler besetzt. 2010 wurde er emeritiert.
Bis 1983 arbeitete er bei den deutschen Grabungen in Tall Munbāqa mit. Ab 1983 leitete er die Ausgrabung in Tall Al-Hamidiya in Syrien.

## Veröffentlichungen (Auswahl)
- Nicht-Assyrer neuassyrischer Darstellungen (= Alter Orient und Altes Testament. Bd. 26). Butzon & Bercker, Kevelaer / Neukirchener Verlag des Erziehungsvereins, Neukirchen-Vluyn 1975, ISBN 3-7887-0468-3 / ISBN 3-7666-8894-4 (Dissertation).